# Santo Domingo, Frontera Comalapa
Santo Domingo är en ort i Mexiko.   Den ligger i kommunen Frontera Comalapa och delstaten Chiapas, i den sydöstra delen av landet, 900 km sydost om huvudstaden Mexico City. Santo Domingo ligger 680 meter över havet och antalet invånare är 138.
Terrängen runt Santo Domingo är lite kuperad. Runt Santo Domingo är det ganska tätbefolkat, med 90 invånare per kvadratkilometer. Närmaste större samhälle är Frontera Comalapa, 18,4 km sydväst om Santo Domingo. Omgivningarna runt Santo Domingo är en mosaik av jordbruksmark och naturlig växtlighet.